# CNN Indonesia
CNN Indonesia ist ein indonesischer Nachrichtensender und Ableger des US-amerikanischen Senders CNN, der seinen Sendebetrieb am 17. August 2015 aufnahm. Eigentümer ist Trans Media, ein Joint Venture und des Unternehmers Chairul Tanjung.